# Sankt Lambrecht
Sankt Lambrecht, St. Lambrecht – gmina targowa w Austrii, w kraju związkowym Styria, w powiecie Murau. Według danych Austriackiego Urzędu Statystycznego liczyła 1916 mieszkańców (1 stycznia 2016).